# Mompha purpurescens
Mompha purpurescens é uma espécie de mariposa do gênero Mompha pertencente à família Coleophoridae.